# SWAT 4
SWAT 4 – komputerowa gra akcji, stworzona przez studio Irrational Games i wydana w kwietniu 2005 roku przez Vivendi Games.
W 2006 roku, wydany został przez tę samą firmę dodatek Syndykat opowiadający o tytułowym syndykacie Steczkowów.

## Rozgrywka
Gracz wciela się w dowódcę eskadry policyjnej SWAT. Gra składa się z 13 misji. Misje nie są ze sobą powiązane i nie tworzą spójnego scenariusza. Gra stara się maksymalnie odzwierciedlać prawdziwe warunki wykonywania zadań przez SWAT. Na przykład premiowane jest użycie amunicji niepenetrującej a potem aresztowanie celów (zamiast ich zabijania). Co więcej, gracz musi przestrzegać ścisłych wytycznych opisujących kiedy użycie siły jest dozwolone, a kiedy nie. Na początku jego drużyna liczy cztery osoby. Zabijając gracz zgłasza raport, aby nie dostać punktów karnych. Za nieregulaminowe użycie broni czy niezłożenie raportu o rannym funkcjonariuszu, także są odejmowane punkty. Zabicie osoby cywilnej lub śmierć naszej postaci jest równoznaczne z porażką.
W grze można posłużyć się sprzętem używanym przez prawdziwą grupę antyterrorystyczną m.in. M4A1, MP5, strzelby Benelli, Pistolet na kulki z gazem pieprzowym, G36C oraz Benelli M4 super 90. W grze występują 3 typy granatów: łzawiący, błyskowo-hukowy oraz kulkowy.
Wraz z kolejnymi misjami ich trudność zwiększa się  – przeciwnicy otrzymują lepsze uzbrojenie oraz wyposażenie. Na początku gracz walczy z przeciwnikami uzbrojonymi w  tzw. Colty, Beretty czy MAC-11, a pod koniec z uzbrojonymi w AK-47, karabinki UMP kal.45 oraz ubranymi w kamizelki kuloodporne i maski przeciwgazowe.

### Tryb gry wieloosobowej
W grze istnieje również tryb wieloosobowy, w którym gracz za zadanie ma (stając po stronie terrorystów bądź oddziału SWAT) zaaresztowanie bądź zabicie jak największej liczby przeciwników. Za zabicie jednego ze swoich sojuszników otrzymuje ujemne punkty. Gracze mogą „hostować” własne serwery gry za darmo. Istnieje również możliwość wzięcia udziału w rozgrywce internetowej typu CO-OP, gdzie z innymi graczami można przechodzić misje z kampanii.
W trybie gry sieciowej możemy wyróżnić 4 typy:
- CO-OP – misje z kampanii przez Internet
- Zabarykadowani podejrzani (deathmatch)
- Eskorta VIP-a – jeden gracz jest VIP-em, podejrzani muszą go schwytać a później zabić. Zadaniem grupy anty-terrorystycznej jest eskortowanie VIP-a do miejsca ewakuacji i ewentualne uratowanie go od śmierci po schwytaniu.
- Szybkie rozmieszczenie – zadaniem drużyny SWAT jest rozbrojenie od 3 do 5 bomb losowo rozmieszczonych na mapie, podejrzani natomiast muszą te bomby chronić; gra na czas